# Thudiyalur
Thudiyalur is een panchayatdorp in het district Coimbatore van de Indiase staat Tamil Nadu. 

## Demografie
Volgens de Indiase volkstelling van 2001 wonen er 20.897 mensen in Thudiyalur, waarvan 51% mannelijk en 49% vrouwelijk is. De plaats heeft een alfabetiseringsgraad van 75%.